# Climie Fisher
I Climie Fisher sono stati un duo musicale pop rock inglese in attività tra il 1987 e il 1990, composto da Simon Climie e Rob Fisher.

## Storia
Durante l'attività pubblicarono due album: Everything nel 1988 e Coming in for the Kill nel 1989.
Il loro singolo di maggiore successo è stato Love Changes (Everything), che raggiunse il secondo posto nelle classifiche di Regno Unito e Sudafrica.
Dopo lo scioglimento del duo, Simon Climie ha inciso un album da solista per poi diventare un produttore discografico e autore di canzoni per molti artisti tra cui Eric Clapton, Eternal, Louise Redknapp, B.B. King, Michael McDonald e Zucchero. Rob Fisher è invece morto a soli 42 anni il 25 agosto 1999 a causa di un cancro al colon-retto.

## Discografia

### Album in studio
- 1988 - Everything (UK #14)
- 1989 - Coming In For The Kill (UK #35)

### Raccolte
- 1988 - Keep It Special (5 Remixes Plus 1) (solo Giappone)
- 1992 - Twice As Much
- 1996 - The Best Of Climie Fisher
- 2000 - Premium Gold Collection
- 2020 - Love Changes Everything

### Singoli
- 1986 - This Is Me (UK #106)
- 1987 - Keeping The Mystery Alive (UK #183)
- 1987 - Love Changes (Everything) (UK #67)
- 1987 - Rise To The Occasion (Hip Hop Mix) (UK #10)
- 1988 - Love Changes (Everything) (remix) (UK #2)
- 1988 - This Is Me (riedizione) (UK #22)
- 1988 - I Won't Bleed For You (UK #35)
- 1988 - Love Like A River (UK #22)
- 1989 - Facts Of Love (UK #50)
- 1989 - Fire On The Ocean (UK #89)
- 1990 - It's Not Supposed To Be That Way (UK #77)